# هاپوگاهامولا
هاپوگاهامولا (به لاتین: Hapugahamulla) یک منطقهٔ مسکونی در سری‌لانکا است که در استان مرکزی (سری‌لانکا) واقع شده‌است.